# ビック・ダルチニアン
ビック・ダルチニアン（Vic Darchinyan、アルメニア語: Վախթանգ Դարչինյան、1976年1月7日 - ）は、オーストラリアの元プロボクサー。アルメニアのヴァナゾル出身。元IBF世界フライ級王者。元WBAスーパー・WBC・IBF世界スーパーフライ級統一王者。世界2階級制覇王者。
アルメニア人初の世界王者。変則的なリズムを刻みながら相手を惑わし殴りかかる獰猛なスタイルから「レイジング・ブル（怒れる雄牛）」の異名を持つ。

## 来歴

#### 人物
父親のルーベン・ダルチニアンはアルメニアのレスリングオリンピック代表コーチ。5歳頃からボクシングの世界王者になることが夢であったが、アルメニアにプロボクシング協会が無かったことから、父親の助言もありレスリングで格闘技のキャリアをスタートさせた。2004年7月7日にオーストラリアの市民権を取得している。

#### 幼少・アマチュア時代
8歳でボクシングを始める。ジュニアアマチュアボクシングで実力を発揮し始め、48kg級で12歳から16歳までアルメニアのチャンピオンに君臨し続けた。
1997年、ハンガリーのブダペストで開催された1997年世界ボクシング選手権大会にフライ級(51kg)で出場するも準々決勝で敗退した。
1999年、アメリカのヒューストンで開催された1999年世界ボクシング選手権大会にフライ級(51kg)で出場するも2回戦で敗退した。
2000年、アルメニア代表としてシドニーオリンピックボクシングフライ級に出場し、準々決勝まで進んだ。
アマチュア時代の戦績は158勝18敗。

#### プロ時代

##### フライ級
2000年11月3日、オーストラリアでプロデビュー。
2001年10月18日、オーストラリアフライ級王座を獲得した。なおこの頃からオーストラリア初の3階級制覇王者でもあるジェフ・フェネックの指導を受け、10年間コンビを組むことになる。
2002年6月14日、ジュニア・ファザン・アリと対戦し、6回TKOで下し、OBAオセアニアバンタム級王座を獲得した。
2002年8月2日、IBFパンパシフィックフライ級王座を獲得。その後も勝利を積み重ねていき同王座は3度防衛した。
2003年12月12日、元WBC世界ミニマム級王者で元WBC世界ライトフライ級暫定王者ワンディー・シンワンチャーとIBF世界フライ級挑戦者決定戦を行い、5回KO勝ちを収めイレーネ・パチェコへの挑戦権を獲得した。
2004年12月16日、アメリカ合衆国フロリダ州ハリウッドのセミノール・ハードロック・アンド・カジノ・ハリウッド内ハード・ロック・ライブででIBF世界フライ級王者イレーネ・パチェコと対戦し11回TKO勝ちを収め王座を獲得した。
2005年3月27日、ニューサウスウェールズ州シドニーのホームブッシュ・ベイ地区のシドニー・オリンピック公園内にあるステート・スポーツ・センターでIBO世界フライ級王者ムズキシ・シカリと対戦し、8回TKO勝利でIBF王座は初防衛、IBO王座を獲得した。
2005年8月24日、オーストラリアニューサウスウェールズ州シドニーのシドニー・エンターテイメント・センターにてハイル・ヒメネスと対戦し、5回TKO勝ちを収めIBFは2度目、IBOは初防衛に成功した。
2006年3月3日、カリフォルニア州サンタイネズのチュマッシュ・カジノでIBF世界スーパーフライ級3位のディオサダド・ガビと対戦し、8回TKO勝ちを収めIBFは3度目、IBOは2度目の防衛に成功した。
2006年6月3日、ネバダ州ラスベガスのトーマス&マック・センターでルイス・マルドナドと対戦し、8回TKO勝ちを収めIBFは4度目、IBOは3度目の防衛に成功した。
2006年10月7日、ネバダ州ラスベガスでグレン・ドネアに6回1分27秒3-0（60-53×3）の負傷判定勝ちを収めIBFは5度目、IBOは4度目の防衛に成功した。
2007年3月3日、元IBF世界ライトフライ級王者のホセ・ビクトル・ブルゴスと対戦し、12回TKO勝ちを収めIBFは6度目、IBOは5度目の防衛に成功した。試合後にブルゴスは脳の出血が見つかり頭開手術を受けボクシングから引退した。
2007年7月7日、コネチカット州でノニト・ドネアと対戦し、プロ初黒星となる5回1分38秒TKO負けを喫しIBF王座の7度目の防衛とIBO王座の6度目の防衛に失敗、IBF・IBO王座からも陥落した。

##### スーパーフライ級
2007年10月20日、フェデリコ・カツベイとIBO世界フライ級王座決定戦並びにIBFオーストラリアスーパーフライ級王座決定戦を行い、12回2分3秒TKO勝ちを収めたため王座を獲得し、IBO2階級制覇に成功と共にオーストラリア王座を獲得した。
2008年8月2日、ワシントンD.C.タコマのエメラルドクイーンホテル&カジノでIBF世界スーパーフライ級王者ディミトリー・キリロフと対戦し、終始荒々しい攻めでペースを支配していき5回に2度目のダウンを奪った所で相手が起き上がれず試合がストップ5回KO勝ちで2階級制覇に成功した。
2008年11月1日、カリフォルニア州カーソンのホーム・デポ・センターでWBA・WBC世界スーパーフライ級王者のクリスチャン・ミハレスと王座統一戦で対戦。老獪なテクニックが持ち味のミハレスから初回終了間際に右ストレートでダウンを奪うと全く寄せ付けず、9回終了時にコンビネーションでダウンを奪うと、ミハレスは失神しレフェリーがカウントを途中でストップし9回終了時KO勝ちを収め三団体王座統一に成功した。
2009年2月7日、カリフォルニア州アナハイムのホンダ・センターでWBA世界スーパーフライ級暫定王者のホルヘ・アルセと対戦し、初回から激しい打撃戦になりアルセに猛攻。その後有効打でカットしたアルセの右目尻の傷が悪化してドクターストップがかかり11回終了時に棄権した為TKO勝ちを収めWBA王座は王座統一による初防衛、WBC王座は初防衛、IBF王座は2度目の防衛に成功した。
2009年7月11日、フロリダ州サンライズのバンクアトランティック・センターでIBF世界バンタム級王者のジョゼフ・アグベコと対戦し、0-3の判定負けを喫し、3階級制覇に失敗した。この試合の前、WBCを通じて長谷川穂積へ対戦要求し、長谷川陣営も受けて立つ意向だったが、敗戦により白紙になった。
2009年7月28日、シンピウェ・ノンクアイとの指名試合を拒否した為IBF世界スーパーフライ級王座を返上した。
2009年12月12日、カリフォルニア州でWBC世界スーパーフライ級暫定王者のトマス・ロハスと対戦し、2回コンビネーションで痛烈なダウンを奪うとミハレス戦に続いてロハスを失神させてカウントを途中でストップとなる2回2分54秒KO勝ちを収めWBA王座は2度目、WBC王座は王座統一による2度目の防衛に成功した。
2010年3月6日、カリフォルニア州ランチョミラージュのアグアカリエンテカジノリゾートスパでロドリゴ・ゲレロと対戦し、12回3-0（120-108、118-110、117-111）の判定勝ちを収め両王座の3度目の防衛に成功した。

##### バンタム級
2010年5月20日、オーストラリアニューサウスウェールズ州パラマタのリーグクラブにてエリック・バルセロナとIBO世界バンタム級王座決定戦を行い、3-0の判定勝ちを収め王座を獲得し、IBO3階級制覇に成功した。
2010年8月3日、WBCから名誉王座認定を受けた。
2010年10月15日、WBA世界スーパーフライ級スーパー王座を返上した。
2010年12月11日、アブネル・マレス、ジョゼフ・アグベコ、ヨニー・ペレスと共に出場したSuper Six World Boxing Classicのバンタム級版としてShowtimeが主催するトーナメントであるバンタム級スーパー4の準決勝でWBC世界バンタム級シルバー王座決定戦及びIBO王座防衛戦としてマレスと対戦し、12回1-2（115-111、112-113、111-115）の判定負けを喫し初防衛に失敗、シルバー王座を獲得出来ず準決勝で敗退した。
2011年4月23日、バンタム級スーパー4の3位決定戦を兼ねたIBO世界バンタム級王座決定戦で元IBF世界バンタム級王者ヨニー・ペレスと行い、5回1分7秒3-0（50-44×3）の負傷判定勝ちを収め王座返り咲きに成功し、ダルチニアンがバンタム級スーパー4の3位となった。
2011年9月3日、エレバンでエバンス・ムバンバと対戦し、12回3-0の判定勝ちを収め初防衛に成功した。
2011年12月3日、カリフォルニア州アナハイムのホンダセンターでWBA世界バンタム級スーパー王者アンセルモ・モレノと対戦し12回0-3（111-116、110-117、107-120）の判定負け喫し3階級制覇に失敗した。この後、2012年1月からは、約2年ぶりに復帰したオーストラリア人トレーナー、ジョニー・ルイス（これまでにジェフ・フェネックやコンスタンチン・チューを世界王座へ導いた）の指導を受け、パワー頼みのKOを意識した戦い方を我慢し、本来のジャブを中心にコンビネーションを組み立てる基本的なボクシングスタイルへ戻すトレーニングに専念した。
2012年4月6日、東京国際フォーラムでWBC世界バンタム級王者山中慎介（帝拳）と対戦し、序盤こそ互角の攻防を繰り広げたものの中盤以降は王者のアウトボクシングに翻弄された末に、12回0-3（112-116×2、111-117）の判定負けを喫しまたも3階級制覇に失敗した。試合後アウトボクシングをした王者に対し不満を漏らした。

##### スーパーバンタム級
2012年9月29日、コネチカット州レッドヤードのフォックスウッズ・リゾート・カジノ内MGMグランド・アット・フォックスウッズで、WBA世界フェザー級4位のルイス・オルランド・デル・バーレとNABF北米スーパーバンタム級王座決定戦を行い、10回3-0（99-91×2、96-94）の判定勝ちで王座獲得に成功した。ダルチニアンはこの試合がHBOデビュー戦だった。
その後、ダニエル・ポンセ・デ・レオンとアブネル・マレスを擁する大口マネージャでもあるフランク・エスピノーサと契約を交わし、ボブ・アラムのトップランクと契約を交わした。
2013年5月11日、テキサス州ラレドのユニ・トレード・スタジアムでハビエル・ガジョとスーパーバンタム級契約10回戦を行い、3年5か月振りのKO勝ちとなる4回26秒KO勝ちを収めた。

##### フェザー級
2013年11月9日、テキサス州コーパスクリスティのアメリカン・バンク・センターでノニト・ドネアとフェザー級契約10回戦を行い、9回2分6秒TKO負けを喫し6年ぶりの再戦で前戦の借りを返すことが出来なかった。
2014年5月31日、マカオのザ・ベネチアン・マカオ内コタイ・アリーナでノニト・ドネアVSシンピウィ・ベトイェカの前座でWBA世界フェザー級王者ニコラス・ウォータースと対戦するが、2回に右アッパーでダウンを奪われると防戦に回り5回にボディからフックを返されるとダルチニアンはグロッキーになりフック多用でダウンを奪われ、最後は左フックで痛烈に失神。5回2分22秒KO敗けを喫し3階級制覇は出来なかった。
2015年2月7日、メキシコのキンタナ・ロー州チェトゥマルでフアン・ヒメネスと対戦し、9回2分48秒TKO勝ちを収めた飾った。
2015年6月6日、スタブハブ・センター・テニスコートでWBA世界フェザー級王者ヘスス・クエジャルと対戦し、8回1分4秒セコンドがタオルを投入し棄権した為TKO負けを喫し3階級制覇に失敗した。

##### スーパーバンタム級復帰
2016年7月16日、アラバマ州バーミンガムのレガシー・アリーナで、セルヒオ・フリアスと対戦し、2回2分14秒KO負けを喫した。
2017年3月10日、ブリスベンのペリー・パークでノラシン・パタナカーンジムと引退試合を行い、初回2分59秒KO勝ちを収めた。

## 戦績
- プロボクシング：53戦 43勝 (32KO) 9敗 1分

| 戦           | 日付           | 勝敗 | 時間     | 内容         | 対戦相手                         | 国籍             | 備考                                                              |
| ------------ | -------------- | ---- | -------- | ------------ | -------------------------------- | ---------------- | ----------------------------------------------------------------- |
| 1            | 2000年11月3日  | ☆    | 6R       | 判定         | サンデ・キジト                   | ウガンダ         | プロデビュー戦                                                    |
| 2            | 2001年2月9日   | ☆    | 4R       | 判定         | ヒチェム・ブリダ                 | オーストラリア   |                                                                   |
| 3            | 2001年4月20日  | ☆    | 2R       | TKO          | セルビオ・グリノコ               | フィリピン       |                                                                   |
| 4            | 2001年6月29日  | ☆    | 6R       | 判定         | サンデ・キジト                   | ウガンダ         |                                                                   |
| 5            | 2001年8月3日   | ☆    | 3R       | KO           | デビッド・ピックネル             | オーストラリア   |                                                                   |
| 6            | 2001年8月31日  | ☆    | 6R       | TKO          | パノムチャイ・デトリタ           | タイ             |                                                                   |
| 7            | 2001年10月18日 | ☆    | 7R       | TKO          | サンデ・キジト                   | ウガンダ         | 豪州フライ級王座決定戦                                            |
| 8            | 2001年11月16日 | ☆    | 3R 1:11  | KO           | プナ・エミネント                 | タイ             |                                                                   |
| 9            | 2002年2月8日   | ☆    | 3R       | KO           | ウィン・パンヤパリチョット       | タイ             |                                                                   |
| 10           | 2002年4月19日  | ☆    | 2R       | KO           | パノムチャイ・デトリタ           | タイ             |                                                                   |
| 11           | 2002年6月14日  | ☆    | 6R       | TKO          | ファルサン・アリ・ジュニア       | フィジー         | OBAオセアニアバンタム級王座決定戦                                 |
| 12           | 2002年8月2日   | ☆    | 4R 2:48  | TKO          | パノムデット・オーユタナコーン   | タイ             | IBF環太平洋フライ級王座決定戦                                     |
| 13           | 2002年10月25日 | ☆    | 4R       | KO           | ハマダニ・トマゴラ               | インドネシア     |                                                                   |
| 14           | 2002年11月9日  | ☆    | 3R       | TKO          | アルベルト・レスリー             | インドネシア     |                                                                   |
| 15           | 2002年12月13日 | ☆    | 3R 2:35  | TKO          | ラン・ソンプラコン               | タイ             | IBF環太平洋防衛1                                                  |
| 16           | 2003年4月11日  | ☆    | 8R       | 負傷判定     | ラウル・エリセオ・メディナ       | アルゼンチン     | IBF環太平洋防衛2                                                  |
| 17           | 2003年6月13日  | ☆    | 4R 2:54  | TKO          | ワンディー・シンワンチャー       | タイ             | IBF環太平洋防衛3                                                  |
| 18           | 2003年8月8日   | ☆    | 10R      | 判定 3-0     | アレハンドロ・モンティエル       | メキシコ         |                                                                   |
| 19           | 2003年10月3日  | ☆    | 1R       | KO           | ドーザー・トービン               | インドネシア     |                                                                   |
| 20           | 2003年12月12日 | ☆    | 5R       | KO           | ワンディー・シンワンチャー       | タイ             | IBF世界フライ級挑戦者決定戦                                       |
| 21           | 2004年4月16日  | ☆    | 2R       | TKO          | ファラゾナ・フィダル             | インドネシア     |                                                                   |
| 22           | 2004年12月16日 | ☆    | 11R 0:44 | TKO          | イレーネ・パチェコ               | コロンビア       | IBF世界フライ級タイトルマッチ                                     |
| 23           | 2005年3月27日  | ☆    | 8R 2:28  | TKO          | ムズキシ・シカリ                 | 南アフリカ共和国 | IBF・IBO世界フライ級王座統一戦 IBF防衛1・IBO獲得                  |
| 24           | 2005年8月24日  | ☆    | 5R 2:23  | TKO          | ハイル・ヒメネス                 | コロンビア       | IBF防衛2・IBO防衛1                                                |
| 25           | 2006年3月3日   | ☆    | 8R 2:42  | TKO          | ディオスダド・ガビ               | フィリピン       | IBF防衛3・IBO防衛2                                                |
| 26           | 2006年6月3日   | ☆    | 8R 1:38  | TKO          | ルイス・マルドナド               | メキシコ         | IBF防衛4・IBO防衛3                                                |
| 27           | 2006年10月7日  | ☆    | 6R 1:27  | 負傷判定 3-0 | グレン・ドネア                   | フィリピン       | IBF防衛5・IBO防衛4                                                |
| 28           | 2007年3月3日   | ☆    | 12R 1:27 | TKO          | ホセ・ビクトル・ブルゴス         | メキシコ         | IBF防衛6・IBO防衛5                                                |
| 29           | 2007年7月7日   | ★    | 5R 1:38  | TKO          | ノニト・ドネア                   | フィリピン       | IBF・IBO陥落                                                      |
| 30           | 2007年10月20日 | ☆    | 12R 2:03 | TKO          | フェデリコ・カツベイ             | フィリピン       | IBF豪州・IBO世界スーパーフライ級王座決定戦                        |
| 31           | 2008年2月2日   | △    | 12R      | 判定1-1      | Z・ゴレス                        | フィリピン       | IBF世界スーパーフライ級挑戦者決定戦                               |
| 32           | 2008年8月2日   | ☆    | 5R 1:05  | KO           | ディミトリー・キリロフ           | ロシア           | IBF世界スーパーフライ級タイトルマッチ                             |
| 33           | 2008年11月1日  | ☆    | 9R 3:00  | KO           | クリスチャン・ミハレス           | メキシコ         | WBA・WBC・IBF世界スーパーフライ級王座統一戦 IBF防衛1 WBA・WBC獲得 |
| 34           | 2009年2月7日   | ☆    | 11R 終了 | TKO          | ホルヘ・アルセ                   | メキシコ         | WBA防衛1・WBC防衛1・IBF防衛2                                      |
| 35           | 2009年7月11日  | ★    | 12R      | 判定0-3      | ジョゼフ・アグベコ               | ガーナ           | IBF世界バンタム級タイトルマッチ                                   |
| 36           | 2009年12月12日 | ☆    | 2R 2:54  | KO           | トマス・ロハス                   | メキシコ         | WBA・WBC世界スーパーフライ級王座統一戦 WBA防衛2・WBC防衛2         |
| 37           | 2010年3月6日   | ☆    | 12R      | 判定3-0      | ロドリゴ・ゲレロ                 | メキシコ         | WBA防衛3・WBC防衛3                                                |
| 38           | 2010年5月20日  | ☆    | 12R      | 判定3-0      | エリック・バルセロナ             | フィリピン       | IBO世界バンタム級王座決定戦                                       |
| 39           | 2010年12月11日 | ★    | 12R      | 判定1-2      | アブネル・マレス                 | メキシコ         | WBC世界バンタム級シルバー王座決定戦 IBO陥落                       |
| 40           | 2011年4月23日  | ☆    | 5R 1:07  | 負傷判定3-0  | ヨニー・ペレス                   | コロンビア       | IBO世界バンタム級王座決定戦                                       |
| 41           | 2011年9月3日   | ☆    | 12R      | 判定3-0      | エバンス・ムバンバ               | 南アフリカ共和国 | IBO防衛1                                                          |
| 42           | 2011年12月3日  | ★    | 12R      | 判定0-3      | アンセルモ・モレノ               | パナマ           | WBAスーパー世界バンタム級タイトルマッチ IBO陥落                   |
| 43           | 2012年4月6日   | ★    | 12R      | 判定0-3      | 山中慎介（帝拳）                 | 日本             | WBC世界バンタム級タイトルマッチ                                   |
| 44           | 2012年9月29日  | ☆    | 10R      | 判定 3-0     | ルイス・オルランド・デル・バーレ | プエルトリコ     | NABF北米スーパーバンタム級王座決定戦                              |
| 45           | 2013年5月11日  | ☆    | 4R 0:26  | TKO          | ハビエル・ガーリョ               | メキシコ         |                                                                   |
| 46           | 2013年11月9日  | ★    | 9R 2:06  | TKO          | ノニト・ドネア                   | フィリピン       |                                                                   |
| 47           | 2014年5月31日  | ★    | 5R 2:22  | KO           | ニコラス・ウォータース           | ジャマイカ       | WBA世界フェザー級タイトルマッチ                                   |
| 48           | 2015年2月7日   | ☆    | 9R 2:48  | TKO          | フアン・ヒメネス                 | メキシコ         |                                                                   |
| 49           | 2015年6月6日   | ★    | 8R 1:04  | TKO          | ヘスス・クエジャル               | アルゼンチン     | WBA世界フェザー級タイトルマッチ                                   |
| 50           | 2015年10月3日  | ☆    | 2R 1:08  | TKO          | プラユット・サックナロン         | タイ             |                                                                   |
| 51           | 2015年12月12日 | ☆    | 2R 終了  | TKO          | クリス・パウリノ                 | フィリピン       | ABCOスーパーバンタム級王座決定戦                                  |
| 52           | 2016年7月16日  | ★    | 2R 2:14  | KO           | セルヒオ・フリアス               | メキシコ         |                                                                   |
| 53           | 2017年3月10日  | ☆    | 1R 2:59  | KO           | ノラシン・パタナカーンジム       | タイ             |                                                                   |
| テンプレート |                |      |          |              |                                  |                  |                                                                   |

## 獲得タイトル
- オーストラリアフライ級王座
- OBAオセアニアバンタム級王座
- IBFパンパシフィックフライ級王座
- IBF世界フライ級王座（防衛6）
- IBO世界フライ級王座
- IBO世界スーパーフライ級王座
- IBFオーストラリアスーパーフライ級王座
- IBF世界スーパーフライ級王座（防衛2=返上）
- WBC世界スーパーフライ級王座（防衛3=名誉王座認定）
- WBA世界スーパーフライ級スーパー王座（防衛3=返上）
- IBO世界バンタム級王座
- NABF北米スーパーバンタム級王座